# The Witcher IV
The Witcher IV é um futuro jogo de RPG eletrônico de ação em desenvolvimento pela CD Projekt Red e publicado pela CD Projekt. É o primeiro título planejado de uma nova trilogia da série The Witcher, que é baseado na série de livros de mesmo nome de Andrzej Sapkowski. O jogo se passa após os eventos de The Witcher 3: Wild Hunt (2015). Ao contrário da trilogia original, que apresentava o protagonista dos livros Geralt de Rívia como um personagem jogável, The Witcher IV apresenta sua filha adotiva, Ciri, como protagonista.

## Desenvolvimento
Em março de 2022, a CD Projekt Red (CDPR) anunciou que estava trabalhando em um novo jogo da série The Witcher. Em outubro, o estúdio revelou que esta entrada, internamente chamada de "Projeto Polaris", daria início a uma nova trilogia. Após o lançamento de Cyberpunk 2077 (2020), a CDPR fez mudanças estruturais em seu processo de produção, com o objetivo de refinar as fases de desenvolvimento e promover designs coesos para projetos futuros, incluindo o novo jogo Witcher. Permaneceu em pré-produção de maio de 2022 até novembro de 2024, quando a produção completa começou. Em março de 2025, mais de 400 funcionários estavam trabalhando no projeto. A CD Projekt designou temporariamente uma pequena equipe da Fool's Theory, desenvolvedora do remake de The Witcher (2007), para ajudar a CDPR com The Witcher IV devido aos ativos e tecnologia compartilhados.
Os desenvolvedores pretendem manter o cânone estabelecido, garantindo que as escolhas dos jogadores em The Witcher 3: Wild Hunt (2015) não criem contradições. Reconhecendo a possível falta de familiaridade dos jogadores com títulos anteriores, a CDPR pretende que The Witcher IV sirva como um ponto de entrada acessível e uma continuação para jogadores veteranos. O estúdio há muito considera um jogo com Ciri como protagonista principal, descrevendo-a como uma "escolha muito orgânica e lógica". Como filha adotiva de Geralt de Rívia, protagonista da trilogia original, ela apareceu anteriormente como personagem coadjuvante e ocasionalmente jogável em Wild Hunt. O designer de franquias e histórias da CDPR, Cian Maher, declarou que "The Witcher, como título, se refere a Geralt e Ciri e sempre se referiu", argumentando que Ciri era "mais importante" para a trama do que Geralt. Ao contrário de Geralt, um caçador de monstros experiente ao longo da série, Ciri em The Witcher IV é retratada como uma aspirante a caçadora que está "prestes a formar seu próprio códice em seus próprios termos". Ciara Berkeley foi escalada como Ciri, substituindo Jo Wyatt, que dublou a personagem em Wild Hunt. Doug Cockle reprisará seu papel como Geralt.
O diretor do jogo, Sebastian Kalemba, afirmou que os desenvolvedores pretendem expandir a autonomia do jogador oferecendo mais opções narrativas. Com base na experiência com Cyberpunk 2077, o estúdio também busca melhorar a flexibilidade da jogabilidade, incluindo a construção de personagens e encontros, além de criar maior coerência entre as missões da história principal, missões secundárias e atividades de mundo aberto. O jogo está sendo desenvolvido usando a Unreal Engine 5, que a CDPR adotou após deixar de usar sua REDengine proprietária, a tecnologia usada anteriormente em The Witcher 2: Assassins of Kings (2011) e Wild Hunt.

## Marketing e lançamento
The Witcher IV foi anunciado com um trailer cinematográfico no The Game Awards em dezembro de 2024. O trailer foi criado em colaboração com a Platige Image, um estúdio de animação responsável pela produção das cinemáticas de abertura dos jogos anteriores de The Witcher. Ele foi pré-renderizado no mecanismo de uma placa de vídeo GeForce RTX 5090 ainda não anunciada, em vez de exibir cenas renderizadas em tempo real. Durante a apresentação do State of Unreal em junho de 2025, uma demonstração tecnológica foi exibida, mostrando Ciri explorando uma nova região de Kovir.
De acordo com Piotr Nielubowicz, diretor financeiro da CD Projekt, o jogo não será lançado antes de 2026.